# Anthony Noreiga
Anthony Noreiga (ur. 15 stycznia 1982) – piłkarz z Trynidadu i Tobago występujący na pozycji obrońcy. Zawodnik klubu Siparia Spurs.

## Kariera klubowa
Noreiga karierę rozpoczynał w 2002 roku w zespole Starworld Strikers. W 2003 roku został studentem amerykańskiej uczelni George Mason University i kontynuował karierę w tamtejszej drużynie piłkarskiej, George Mason Patriots. W 2006 roku został graczem kanadyjskiego klubu Vancouver Whitecaps, grającego w amerykańskiej lidze USL First Division, stanowiącej drugi poziom rozgrywek. Spędził tam sezon 2006.
W 2007 roku wrócił do Trynidadu i Tobago, gdzie został graczem zespołu Joe Public FC. W tym samym roku zdobył z nim Puchar Trynidadu i Tobago, a w 2008 roku dotarł do finału Pucharu Ligi Trynidadzko-Tobagijskiej. W 2009 roku odszedł do United Petrotrin. Po dwóch latach spędzonych w tym klubie, w 2011 roku przeniósł się do drużyny T&TEC SC.
W 2013 roku Noreiga przeszedł do Siparii Spurs.

## Kariera reprezentacyjna
W reprezentacji Trynidadu i Tobago Noreiga zadebiutował w 2002 roku. W 2007 roku został powołany do kadry na Złoty Puchar CONCACAF. Zagrał na nim w meczach z Salwadorem (1:2) i Stanami Zjednoczonymi (0:2), a Trynidad i Tobago zakończył turniej na fazie grupowej.